# Болотная сова
Боло́тная сова́ (лат. Asio flammeus) — вид птиц семейства совиных. Выделяют 11 подвидов. Характеризуется короткими ушными пучками перьев, состоящими лишь из 3—4 перьев. Сверху ржавчинного цвета с тёмными и беловатыми продольными пятнами, снизу — светлее с простыми тёмно-коричневыми стержневыми пятнами. Длина — 36 см, масса — 206—475 г. Распространена повсеместно, за исключением жаркого пояса. Гнездится в низменных влажных местах, обыкновенно по окраинам болот. Гнездом служит углубление в почве, выстланное иногда мхом. Кладка — в апреле (для средней России) — состоит из 3—6 белых шарообразных яиц. Пищей болотной сове служат мелкие грызуны, болотные и водяные птицы, насекомые и даже рыба.

## Распространение
Распространена болотная сова в Европе от тундр до Средиземноморья; в Северной Азии от тундровой полосы на севере на восток до Камчатки, Сахалина, на юг до Палестины, Ирака, Средней Азии и Монголии; в Америке от севера Аляски и реки Маккензи до островов Карибского моря, Бразилии, Боливии, Перу, встречается на Галапагосских, Каролинских и Гавайских островах. 
В северных частях области распространения болотная сова перелетная, в остальных перелетная и кочующая птица. Населяет открытые пространства, тундру, культурный ландшафт, степи. Обитает на равнинах, но местами (Алтай, Кавказ) поднимается до высоты 2300 м.

## Размножение

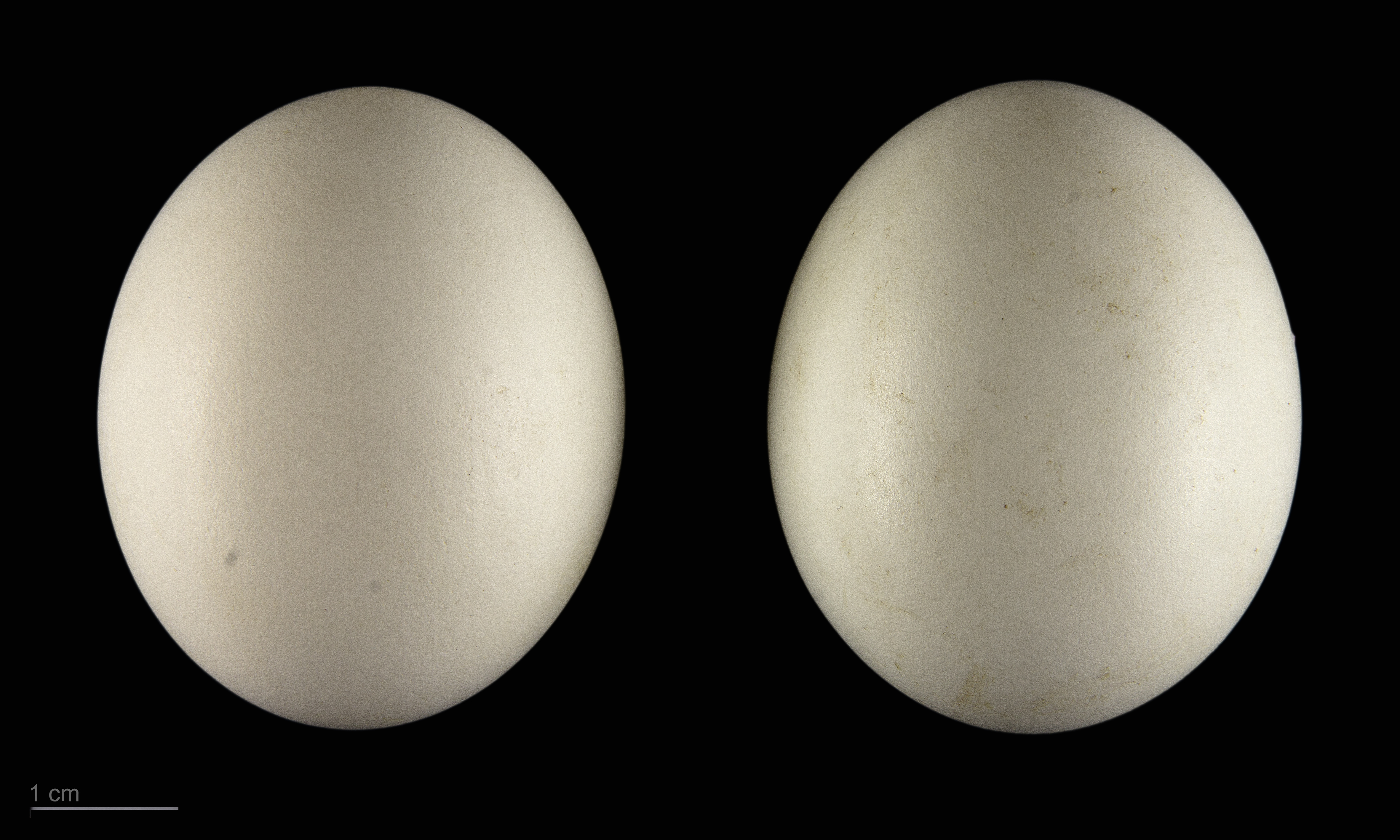
яйцо Asio flammeus flammeus — Тулузский музей

Сроки размножения варьируют в зависимости от широты местности. На территории Российской Федерации откладка яиц на юге происходит около середины апреля, в Сибири — в начале мая и даже позднее. Болотная сова, в отличие от большинства других, сов, строит собственное несложное гнездо, расположенное на земле. Число яиц в кладке сильно варьирует, по-видимому, в зависимости от кормовых условий. В кладке обычно 3—5 яиц, но в «мышиные» годы число их возрастает до 7 и даже 10. В исключительно благоприятные по «урожаю» мышей годы имеются вторые кладки, даже поздней осенью и зимой. Насиживает самка, начиная с откладки первого яйца, поэтому птенцы в выводке разновозрастны. Продолжительность насиживания 24— 30 дней. Из гнезда птенцы выходят еще нелетными, но в месячном возрасте становятся на крыло.

## Питание
Болотная сова в основном кормится грызунами, остальные корма — птицы, насекомые — имеют в ее питании второстепенное значение. Болотная сова не строго ночная птица, она активна и днём.